# Кольцов, Борис Сергеевич
Бори́с Серге́евич Кольцо́в (10 сентября 1988 года, Батуми) — российский дартсмен. Участник чемпионатов мира, проводимых под эгидой PDC. Мастер спорта России международного класса.
Первый в истории России дартсмен, получивший профессиональный статус в PDC через отбор. 18-кратный чемпион России. 
В 2017 году в паре с Александром Орешкиным выиграл Кубок мира WDF. 

## Биография
Родился в Батуми, где жили его родители. Через два года семья Кольцовых переехала в Вологду, где Борис жил до 15 лет. После этого Кольцовы уехали в Грецию, где прожили восемь лет. В 2011 году семья вернулась в Россию, а в 2013 году переехала в Москву.

## Карьера

### Начало карьеры
В дартс начал играть в 2011 году. До этого серьёзно занимался баскетболом. Первым турниром стал Кубок Электростали по дартсу, в котором Кольцов стал третьим.

### BDO
Кольцов выступал на турнирах Британской Организации дартса с 2012 по 2014 годы. В 2014 году Борис Кольцов добрался до полуфиналов Кубка Европы, который проводились Всемирной Федерацией Дартса.

### PDC
Борис Кольцов выиграл отборочный турнир в России и стал участником чемпионата мира 2015. В предварительном раунде в качестве соперника ему достался японец Харуки Мурамацу, которого Борис победил со счётом 4:2 (по легам). В первом раунде Кольцов играл против Кевина Пейнтера, и уступил ему со счётом 1:3 (по сетам).
На Кубке мира Борис представлял Россию в паре с Алексеем Кадочниковым, но уже в первом раунде они потерпели поражение от австралийцев (1:5).
В 2017 году Борис также выиграл квалификацию от России на чемпионат мира. Тогда же изменились правила проведения этого турнира, и в предварительном раунде стали играть не до выигрыша 4 легов, а до победы в двух сетах. Российский дартсмен уступил австрийцу Драгутину Хорвату со счётом 1:2 и сразу выбыл из борьбы на чемпионате мира. Летом того же года Кольцов и Александр Орешкин выступали на Кубке мира, и добрались до четвертьфиналов, обыграв Гонконг и Австралию.
10 августа 2019 года сыграл лег за 9 дротиков в матче против Эндрю Гилдинга в рамках 14-го тура PDC Challenge.
В феврале 2021 года выиграл отборочный турнир PDC Q-School и на два года стал дартс-профессионалом. В июле 2022 года вышел в финал турнира Players Championship 20, где проиграл Адриану Льюису (4:8). Однако за два года владения картой Кольцов не смог войти в топ-64 рейтинга PDC и в январе 2023 года вернулся в любители.

### Российский уровень
В 2018 году впервые стал чемпионом России в личном разряде. Спустя год повторил свой успех, обыграв в финале Владимира Акшулакова. В 2021 году стал трёхкратным чемпионом России в личном разряде, одолев Евгения Изотова.

## Личная жизнь
Отец — Сергей Борисович, грек по национальности, победитель ряда турниров по дартсу. Мать — русская. Женат, воспитывает дочь.
Кольцов является болельщиком московского «Спартака». На Кубке мира по дартсу 2017 года нашил логотип команды на официальную форму соревнований.

## Достижения

### Личные
- Чемпион России (2018, 2019, 2021,2024)

### Американский крикет
- Чемпион России (2016, 2018, 2022)

### Парные
- Обладатель Кубка мира WDF (2017)
- Четвертьфиналист Кубка мира PDC (2017)
- Чемпион России (2013-2019, 2021)

### Микст
- Чемпион России (2022)

### Командные
- Чемпион России (2018, 2019)

## Результаты на чемпионатах мира

### PDC
- 2015: первый раунд (поражение от Кевина Пейнтера[англ.] 1–3)
- 2017: предварительный раунд (поражение от Драгутина Хорвата[англ.] 1–2)
- 2019: первый раунд (поражение от Криса Доби[англ.] 0–3)
- 2020: первый раунд (поражение от Ричи Эдхауса[англ.] 1-3)
- 2022: второй раунд (поражение от Дирка ван Дуйвенбоде[англ.] 2-3)